# Campeonato Europeo de Patinaje Artístico sobre Hielo de 1895
El IV Campeonato Europeo de Patinaje Artístico sobre Hielo se realizó en Budapest (Imperio Austrohúngaro) en enero de 1895. Fue organizado por la Unión Internacional de Patinaje sobre Hielo (ISU) y la Federación Austrohúngara de Patinaje sobre Hielo.

## Resultados
| Puesto | Nombre             | País              |
| ------ | ------------------ | ----------------- |
| Oro    | Tibor von Földváry | Hungría           |
| Plata  | Gustav Hügel       | Imperio austríaco |
| Bronce | Gilbert Fuchs      | Alemania          |

## Medallero
| Núm. | País              | Oro | Plata | Bronce | Total |
| ---- | ----------------- | --- | ----- | ------ | ----- |
| 1    | Hungría           | 1   | 0     | 0      | 1     |
| 2    | Imperio austríaco | 0   | 1     | 0      | 1     |
| 3    | Alemania          | 0   | 0     | 1      | 1     |
|      | TOTAL             | 1   | 1     | 1      | 3     |